# Petrafennula
La petrafennula (o pietrafendola, petrafernula) è un tipico dolce siciliano, diffuso in tutta l'isola, e consumato per la festa dell'Immacolata e nel periodo natalizio.
Di origine araba, viene preparato con miele, mandorle, bucce di cedro e arance, confetti e cannella, ed è una sorta di torrone estremamente duro. Con l'espressione Fàrisi petrafènnula ("diventare petrafennula") si intende infatti "irrigidirsi in un proponimento o rendersi inamovibile da un luogo"